# Шукавская волость
Шукавская волость — историческая административно-территориальная единица Воронежского уезда Воронежской губернии с центром в селе Шукавка.
По состоянию на 1885 год состояла из 18 поселений, 12 сельских общин. Населения — 9148 человек (4280 мужского пола и 4868 — женской), 988 дворовых хозяйств.
| Площадь, десятин      | В том числе пахотной, дес. |       |
| --------------------- | -------------------------- | ----- |
| Сельских общин        | 12311                      | 10179 |
| Частной собственности | 5584                       | 4150  |
| Другой собственности  | 135                        | 116   |
| В общем               | 18030                      | 14445 |

Поселения волости на 1880 год:
- Шукавка — бывшее государственное село в 75 вёрстах от уездного города, 2036 человек, 217 дворов, православная церковь, школа, 2 лавки, ежегодная двухнедельный ярмарка. За 6 вёрст — конский завод. За 8 вёрст — школа.
- Архангельское (Скрипицина) — бывшее собственническое село при реке Хава, 511 человек, 66 дворов.
- Васильевское (Васильевка, Раевка) — бывшее собственническое село при реке Верхняя Маза, 348 человек, 44 дворы, кирпичный завод.
- Верхняя Маза (Старая Маза) — бывшее собственническое село при реке Верхняя Маза, 492 лица, 72 двора, православная церковь.
- Верхняя Росташевка — бывшее государственное село, 2131 лицо, 208 дворов, православная церковь, 2 лавки.
- Покровское — бывшее собственническое село при реке Хава, 215 человек, 25 дворов, православная церковь.

По данным 1900 году в волости насчитывалось 38 населенных пункта, 96 зданий и учреждений, 1445 дворовых хозяйств, население составляло 10 145 человек (4940 мужского пола и 5205 — женского).
В 1915 году волостным урядником был Алексей Петухов, старшиной был Афанасий Михайлович Лопатня, волостным писарем — Василий Дмитриевич Юров.